# Saint-Amadou
Saint-Amadou (okzitanisch Sant Amador) ist eine französische Gemeinde mit 272 Einwohnern (Stand 1. Januar 2022) im Département Ariège in der Region Okzitanien. Sie gehört zum Arrondissement Pamiers und zum Kanton Pamiers-2.

## Lage
Nachbargemeinden sind Ludiès im Norden, Saint-Félix-de-Tournegat im Osten, Les Pujols im Süden, La Tour-du-Crieu im Südwesten und Le Carlaret im Westen. An der westlichen Gemeindegrenze verläuft das Flüsschen Estaut, das hier noch Rieutort genannt wird.

## Bevölkerungsentwicklung
| Jahr                       | 1962 | 1968 | 1975 | 1982 | 1990 | 1999 | 2008 | 2016 |
| -------------------------- | ---- | ---- | ---- | ---- | ---- | ---- | ---- | ---- |
| Einwohner                  | 232  | 215  | 166  | 156  | 189  | 215  | 227  | 246  |
| Quellen: Cassini und INSEE |      |      |      |      |      |      |      |      |